# ستيفن بلومبيرغ
ستيفن كاري بلومبرج (بالإنجليزية: Stephen Carrie Blumberg)‏ (من مواليد سانت باول، مينيسوتا)، هو شخص كان يضرب به المثل على مرض هوس الكتب، حيث عاش حياته في أوتوموا بعدما أعتقل لسرقته أكثر من 23.600 كتاب يقدر ثمنهم بما يقارب 5.3 مليون دولار أمريكي وذلك في عام 1990، عُرف بعدها بلقب لص الكتب واشتهر أيضا بكونه أنجح سارق كتب في تاريخ الولايات المتحدة الأمريكية.

## بداية حياته
عاش بلومبيرغ معتمدا على صندوق الائتمان العائلي  بقيمة 72.000 دولار سنويًا، تطورت حالة هوس الكتب في مرحلة الطفولة عندما أصبح مهتمًا بالعديد من المنازل الفيكتورية الجميلة القديمة في سانت بول، الموجودة في طريقه إلى المدرسة، بدأ بلومبيرغ بإزالة مقابض الأبواب والنوافذ الزجاجية الملونة من المنازل القديمة التي كان من المقرر تدميرها كجزء من مشروع التنشيط في سانت باول، فقام بجمع المئات من هذه المواد خلال سنوات دراسته بالإضافة إلى الكتب، وبسبب اهتمامه الأولي بالفن المعماري الفيكتوري انقاد لأكوام الكتب النادرة المتواجدة في جامعة مينيسوتا، و في البداية قام بلومبيرغ بتجميع الكتب كوسيلة لإنشاء مجموعة مرجعية لاستخدامه الخاص ولكن تطور الأمر بعد ذلك.

## الاعتقال وفترة التجربة
في اليوم العشرين من شهر آذار عام 1990 تحديدا عند الساعة الثانية صباحًا، تم إلقاء القبض على بلومبيرغ بتهمة سرقة أكثر من 23600 كتاب جميعهم يتصفون بالندرة وغلاء ثمنهم، وهي كتب متنوعة قام بسرقتها من الكثير من المتاحف المتواجدة في 45 ولاية في أمريكا وأهمها العاصمة الأمريكية واشنطن، بالإضافة إلى مقاطعتين موجودتين في كندا، وقام بالسرقة من الجامعات التي وصل عددها إلى 268 جامعة أو أكثر، وتقدر قيمة ماسرقه بما يقارب 20 مليون دولار أمريكي، ولكن تم تغييره لاحقًا إلى 5.3 مليون دولار، فهي تعد أضخم سرقة كتب في تاريخ الولايات المتحدة الأمريكية. قام قسم الكتب والمخطوطات النادرة في رابطة مكتبات الكلية والبحوث بالتعاون مع خبير أمن المكتبة وليام أندرو موفيت وأيضًا مع مكتب التحقيقات الفيدرالي في القبض على ستيفن وإدانته وتحديد العناصر النادرة التي سرقها. وفي عام 1991 تم الحكم على بلومبرج بالسجن لمدة 71 شهر  بالإضافة إلى غرامة مالية بقيمة 200.000 دولار، و سميت مجموعة الكتب التي سرقها باسم مجموعة بلومبيرغ.
تم اعتقال بلومبيرغ بسبب صديقه كينيث جي رودس الذي تفاوض مع وزارة العدل على مبلغ بقيمة 5.600 دولار مقابل إفشاء مكان صديقه، وهذا ما حصل كان بلومبيرغ ورودس يعرفان بعضهما منذ منتصف السبعينيات، ولقد كان رودس رفيقه في ما كانا يسميانه رحلة الطريق من أجل جمع الغنائم أي الكتب.
خلال فترة التجربة لبلومبيرغ عام 1991،  كشف الدكتور ويليام إس لوجان، مدير قسم القانون والطب النفسي في عيادة ميننغر، الذي له سلطة معترف بها وطنيًا في الطب النفسي الشرعي، أن بلومبيرغ خضع لعلاج نفسي بسبب الفصام والميول، وقد تم إدخاله إلى المستشفى عدة مرات خلال فترة مراهقته حيث قام اثنا عشر طبيبًا نفسيًا بتشخيصه بعده حالتها منها إنفصام، أو اضطراب وهامي، أو جنون العظمة، أو السلوك القهري، وكشف الدكتور لوجان أيضاً عن وجود تاريخ من الأمراض النفسية في عائلة بلومبيرغ.
صرح الدكتور لوجان خلال المحاكمة ان فكرة بلومبيرغ كانت للحفاظ على المواد التي سرقها أو إنقاذها مما اعتقد أنه كان تدميرًا، وقال أيضًا أن بلومبيرغ اعتقد بأن الحكومة كانت تخطط لإبعاد الأشخاص العاديين من الوصول إلى الكتب النادرة والمواد الفريدة، فسعى هو لتحرير هذه المواد وإطلاق سراحها في محاولة لإحباط مؤامرة الحكومة، واعترف بلومبيرغ أنه رأى نفسه حارسًا للأشياء التي أخذها، وقال أنه لن يبيعها أبدًا لأنه كان يعتقد أنه سيكون أمرًا غير شريف، وظن ان المواد ستُعاد إلى أصحابها الشرعيين بعد وفاته، أو على الأقل إلى مستودع آخر يمكن أن يعتني بهم، وبالرغم من هذه النتائج أدين بلومبيرغ بالذنب، بغض النظر عن سبب الجنون، وبعد قضاء عقوبة بالسجن لمدة أربع سنوات تم تسريح بلومبيرغ من السجن تحديداً في 29 من كانون أول في عام 1995، أُطلق سراحه وواصل عادات الجمع والسرقة.

وعند مقابلة بلومبيرغ في مكتب التحقيقات الفيدرالي بعد اعتقاله، علّق جون شارب الثالث من مكتبة جامعة ديوك حول محادثته القصيرة معه فقال:
 «ماشعرت به... هو أننا في المكتبات يجب أن نعمل على نظام الثقة المتبادلة  في كل مرة نحضر فيها كتابًا إلى طاولة شخص ما، ولكن ما قام به أمر سيء جدًا، فهذا الرجل اختار أن يقلل من تلك الثقة، فقمنا بتقليل تلك السلعة الضرورية للغاية (أي الكتب) في جمع المعلومات في مؤسسة مفتوحة فأصبح هناك نظام أمني صارم، وأعتقد أنه خان ثقتنا في محاولة إتاحة المعلومات بأكبر قدر من الحرية وبأكبر قدر ممكن، وهذا ما أغضبني حقًا، وماأقوله أن هذا الرجل قد استعمل هذه الميزة بشكل خاطئ.»(511)
في عام 1997 أدين بلومبيرغ مرة أخرى بسرقة التحف الأثرية، واعتقل أيضًا في تموز عام 2003 بتهمة السطو على منزل في كيوكوك، أيوا. وأُدين لاحقاً في أوائل عام 2004، وألقي القبض عليه مرة أخرى في حزيران 2004 بتهمة السطو على نوكسفيل، في ولاية إلينوي، مما انتهك هذا فترة اختباره (أي أنه مدان ولكن مع وقف العقوبة) عام 2004 في كيوكوك، أيوا، حيث تم اعتقاله مرة أخرى.

## مجموعته
من بعض أكثر الأغراض الثمينة التي قام بلومبيرغ بسرقتها تشمل أول طبعة من كتاب كوخ العم توم للكاتبة هيريت ستو، واعتراف الإيمان وأول كتاب منشور في كونيتيكت في عام 1710، وأيضًا 25 صندوق من المواد النادرة التي تحدد التاريخ المبكر لأوريغون بما في ذلك مذكرات ويبفوت، وكتاب الأساقفة، و مجلد من القرن السادس عشر، وادعى بلومبيرغ أنه جمع 100 من مسودات الكتب في ثلاث سنوات، بما في ذلك النسخة الأصلية من كتاب نورمبرج كرونيكل الذي نشر في عام 1493 للكاتب هارتمان سكيدال، كما جمع الزامورانو 80 وهي قائمة من الكتب النادرة التي أنشئت في عام 1945 من قبل مجموعة من جامعي الكتب البارزين في نادي الكتّاب في لوس انجلوس الذي يحمل اسم دون أوغستين زامورانو، وأول طابعة في كاليفورنيا.

## روابط خارجية
- People who steal books, The Left Atrium, Canadian Medical Association Journal
- "How a Campus Police Sergeant Nailed a Library Thief Extraordinaire," by Peter Monaghan, Chronicle of Higher Education, Feb. 27, 1991, p. A3,
- "Witness for the Prosecution: The Trial of Stephen Cary Blumberg," by Fraser Cocks. SAA Newsletter, July 1991, p. 16-17,22-23